# Atletica leggera ai Giochi della III Olimpiade - 4 miglia a squadre
La gara delle 4 miglia a squadre dei Giochi della III Olimpiade si tenne il 3 settembre 1904 al Francis Field di Saint Louis.

## Formula
Due squadre di cinque atleti ciascuna si sfidano sulla distanza, che è pari a 6.437,4 metri. Dei dieci atleti impegnati, nove sono statunitensi e il decimo è francese.
Viene messo in palio un trofeo tra i club americani presenti ai Giochi. Chi avrebbe fatto più punti si sarebbe aggiudicata una coppa. La gara a squadre si tiene nell'ultima giornata di gare ed è l'ultima del programma, quindi è determinante per la classifica finale. 
Prima di essa solo due club sono ancora in lizza per la vittoria finale: il New York Athletic Club e la Chicago Athletic Association. Sono proprio questi due club a presentare una squadra.
La gara è vinta da Arthur Newton (New York A.C.) , che scatta in testa sin dal primo giro e non si fa più riprendere, doppiando molti degli avversari.

Chicago ottiene il 2º, 3º e 4º posto, ma anche gli ultimi due posti, che gli costano la vittoria finale. Il trofeo dei club va quindi al New York Athletic Club.

## Risultati

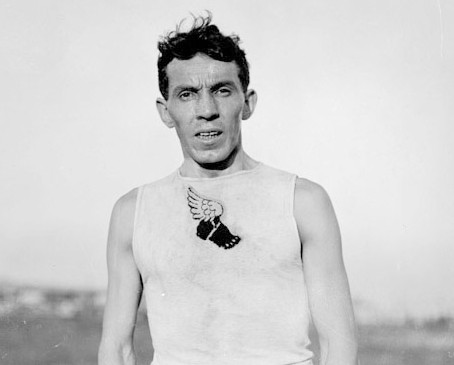
Arthur Newton con la divisa del New York Athletic Club.

### Classifica individuale
| Pos. | Squadra     | Atleta           | Tempo   | Punti |
| ---- | ----------- | ---------------- | ------- | ----- |
| 1    | Stati Uniti | Arthur Newton    | 21'17”8 | 1     |
| 2    | Stati Uniti | Jim Lightbody    |         | 2     |
| 3    | Stati Uniti | William Verner   |         | 3     |
| 4    | Stati Uniti | Lacey Hearn      |         | 4     |
| 5    | Stati Uniti | George Underwood |         | 5     |
| 6    | Stati Uniti | Paul Pilgrim     |         | 6     |
| 7    | Stati Uniti | Howard Valentine |         | 7     |
| 8    | Stati Uniti | David Munson     |         | 8     |
| 9    | Francia     | Albert Corey     |         | 9     |
| 10   | Stati Uniti | Sidney Hatch     |         | 10    |

### Classifica a punti
| Pos.    | Squadra                | Punti |
| ------- | ---------------------- | ----- |
| Oro     | New York Athletic Club | 27    |
| Argento | Squadra mista          | 28    |